# 561年
| 千纪： | 1千纪 |
| 世纪： | 5世纪 \| 6世纪 \| 7世纪                                                                                          |
| 年代： | 530年代 \| 540年代 \| 550年代 \| 560年代 \| 570年代 \| 580年代 \| 590年代                                        |
| 年份： | 556年 \| 557年 \| 558年 \| 559年 \| 560年 \| 561年 \| 562年 \| 563年 \| 564年 \| 565年 \| 566年                  |
| 纪年： | 辛巳年（蛇年）；高昌延昌元年；北齊皇建二年，太宁元年；西梁大定七年；南朝陳天嘉二年；北周保定元年；新罗開國十一年 |

## 大事记
- 隨著克洛泰爾一世去世，法蘭克王國重新由四名仍然在世的兒子分裂成四份，分別為巴黎王國、勃艮第王國、蘭斯王國與蘇瓦松王國。
- 東魏權臣高歡第九子高湛即位北齊第四任皇帝，是為齊武成帝。

## 出生
- 吳法雲出生，又名章安灌頂，法號灌頂大師，南朝陳的浙江章安人，七歲時，從攝靜寺慧拯出家，二十歲受具足戒。583年，入光宅寺，成為智顗弟子。

## 逝世
- 克洛泰爾一世——法蘭克王國墨洛溫王朝的開創者克洛維一世的幼子，法兰克人之王。
- 高演——東魏權臣高歡第六子，北齊第三任皇帝，是為齊孝昭帝。